# Airbus A319
« A319 » redirige ici. Pour les autres significations, voir A319 (homonymie).
Dimensions
L'Airbus A319 est un avion de ligne biréacteur à fuselage étroit, appartenant à la famille A320, commercialisée par Airbus Commercial Aircraft,. Destiné aux vols courts et moyens-courriers, il peut embarquer jusqu'à 156 passagers au maximum et sa distance franchissable atteint les 6 950 km. Son assemblage final est réalisé à Hambourg, en Allemagne. Il effectue son premier vol le 25 août 1995 et entre en service avec Swissair le 25 avril 1996.
L'avion partage un fonctionnement commun avec toutes les autres variantes de la famille des Airbus A320, ce qui permet aux pilotes formés sur l'une de piloter l'avion sans formation supplémentaire.
Commandés en 1 486 exemplaires, l'A319 s'inscrit depuis peu dans la lignée des A320neo, sous le nom d'A319neo.

## Historique
Au salon du Bourget de 1993, l'Airbus A319 est officiellement annoncé, alors que International Lease Finance Corporation (ILFC) a déjà commandé 6 exemplaires en 1992. La société Air Inter commanda elle aussi 6 exemplaires en février 1994.
Alors que les moteurs restent les mêmes ainsi que la capacité du réservoir de kérosène, sa capacité d'emport est définie à 124 passagers, pour 2 classes, et 156 passagers pour une seule classe. Cependant, le rayon d'action a lui aussi été modifié, en étant augmenté à 3 740 NM, soit 6 926,48 km.
L'Airbus A319 a volé pour la première fois le 25 août 1995, lors de son premier vol à Hambourg, alors que plus de 500 exemplaires sont déjà commandés. Certifié en 1996, Swissair met en service l'appareil le 25 avril 1996. Construits à Hambourg, 1 522 exemplaires ont été construits, 1 485 commandés, dont 1 045 en service.
L'Airbus A319 sert pour le transport aérien des chefs d'État du Brésil, de la Bulgarie. Des exemplaires ont été vendus à d'autres gouvernements, ceux de l'Arménie, de l'Azerbaïdjan, du Kazakhstan, de l'Ukraine, mais aussi au Cotam Unité (France), à l'armée de l'air turque, et aux forces aériennes de Malaisie.
Selon la Fédération aéronautique internationale (FAI), l'Airbus A319 n'aurait jamais dépassé les 954 km/h.

### Entrée en service
Le premier client de l'Airbus A319 a été la société de location ILFC. Cependant, le HB-IPV de Swissair a été le 25 avril 1996 le premier A319 commercial à voler.

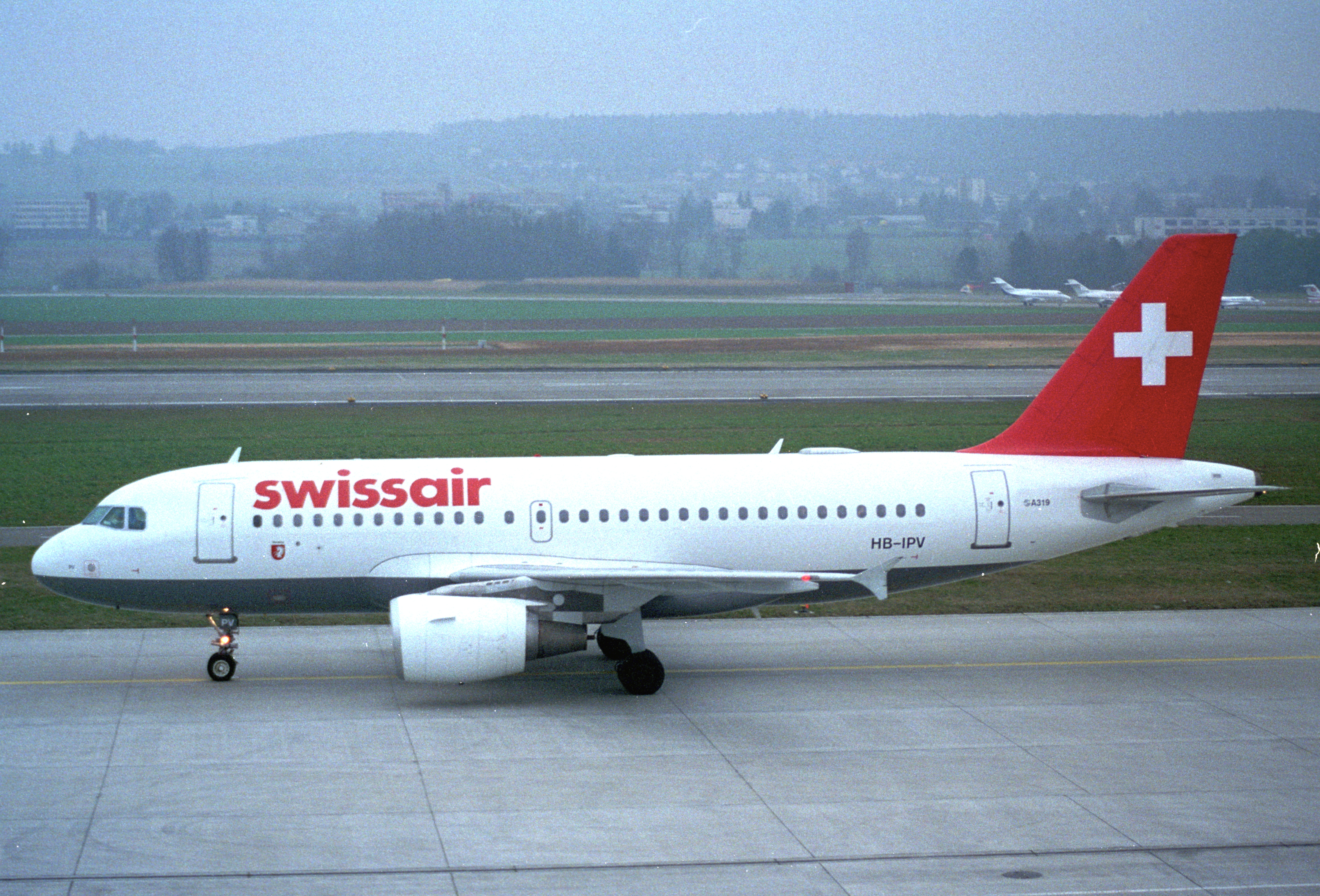
Le HB-IPV au sol le 9 mars 1997.

## Commandes et livraisons
Les commandes ont été recensées.
| Année          | A319  | A319neo |
| -------------- | ----- | ------- |
| 1996           | 18    | -       |
| 1997           | 47    | -       |
| 1998           | 53    | -       |
| 1999           | 88    | -       |
| 2000           | 112   | -       |
| 2001           | 89    | -       |
| 2002           | 85    | -       |
| 2003           | 72    | -       |
| 2004           | 87    | -       |
| 2005           | 142   | -       |
| 2006           | 137   | -       |
| 2007           | 105   | -       |
| 2008           | 98    | -       |
| 2009           | 88    | -       |
| 2010           | 51    | -       |
| 2011           | 47    | -       |
| 2012           | 38    | -       |
| 2013           | 38    | -       |
| 2014           | 34    | -       |
| 2015           | 24    | -       |
| 2016           | 4     | -       |
| 2017           | 10    | -       |
| 2018           | 8     | -       |
| 2019           | 1     | -       |
| Commandes      | 1 486 | 55      |
| Livrés         | 1 476 | -       |
| Reste à livrer | 10    | 55      |

### Airbus A319neo
L'A319neo bénéficie des améliorations de la gamme A320neo. La plus grosse particularité est la nouvelle motorisation. Les A319 sont équipés soit par des Pratt & Whitney PW1000G, soit par des LEAP-1A. Ceci permet à l'A319neo de bénéficier d'une consommation réduite de 15 % et des émissions de NOx réduites de plus de 10 %. La version A319neo n'enregistre que très peu de commandes. Les compagnies lui préfèrent les A320neo et les A321neo/LR/XLR qui profitent d'un rayon d'action similaire ou supérieur. De plus depuis l'intégration du programme Bombardier CSeries (renommé A220) dans la gamme Airbus, l'A319neo est en concurrence directe avec l'A220-300.

### Accidents et incidents
L'Airbus A319 a connu six accidents ou incidents au 15 mai 2022, mais aucun mortel.

## Versions
L'Airbus A319 comporte 25 versions, pour aviation commerciale ou d'affaires.

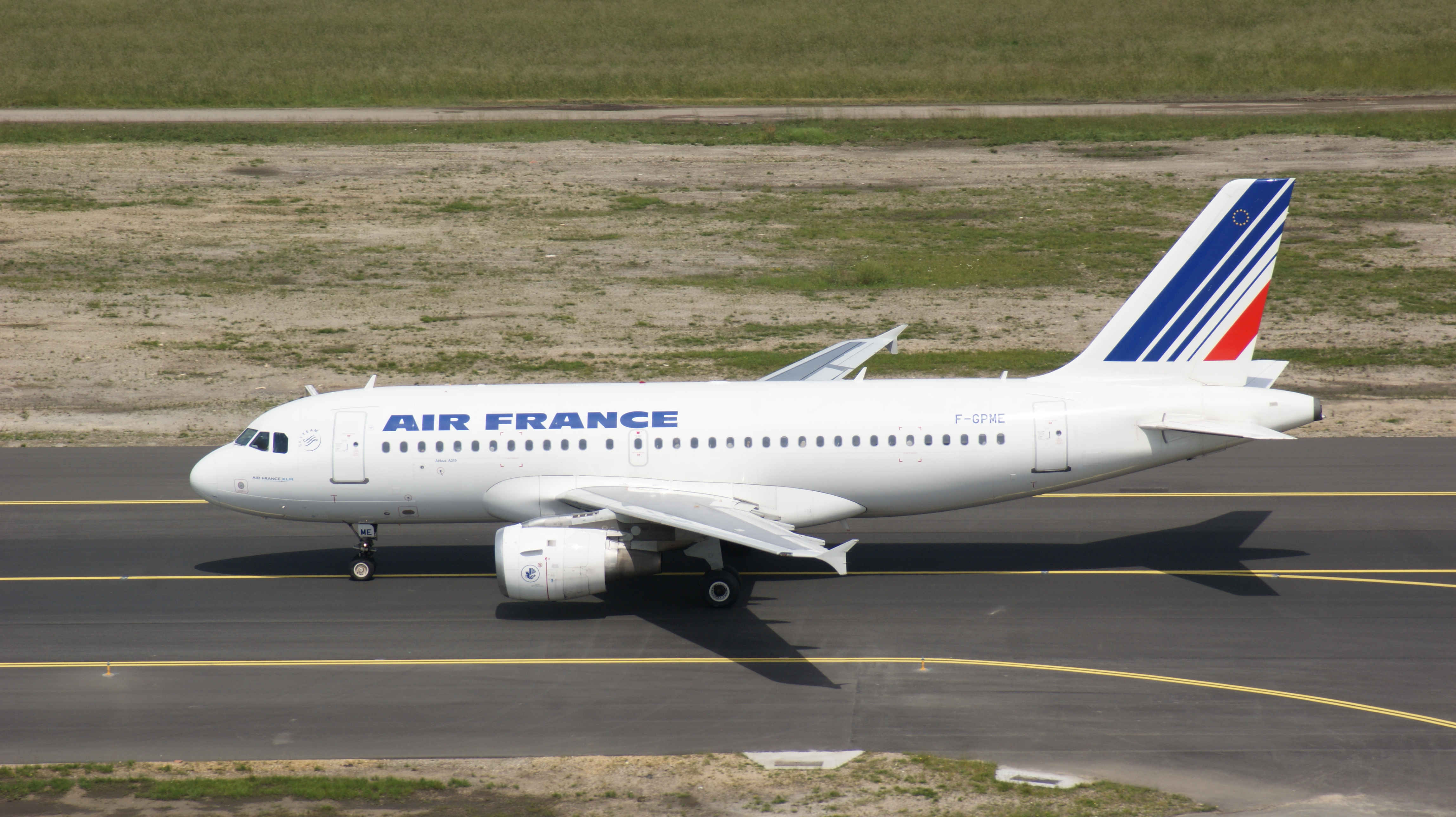
Airbus A319 d'Air France

En 2024, la compagnie américaine Neptune Aviation Service (aéroport international de Missoula) a déclaré qu'à partir de l'été 2027, elle exploitera une version convertie de l'A319-100, dans l'optique de remplacer 10 British Aerospace 146-200. Il s'agit d'un bombardier d'eau pour lutter contre les incendies de forêt. La compagnie apprécie la capacité supérieur de l'appareil, telle l'avionique très développée (la mission du bombardier d'eau demeure toujours difficile en raison de la proximité du sol). Notamment, l'A319 pourra transporter 50% plus de retardant. L'entreprise Aerotec et Concept, située à Toulouse, participera à la conversion, laquelle sera tenue un ou deux appareil(s) par an. Il est à noter que l'acquisition de l'A319 est actuellement plus facile, devant la popularité de l'A321, qui assure plus de rentabilité.

## Spécifications techniques

### A319
Données de A319 Dimensions and Key Data
Caractéristiques générales
- Équipage : 2 pilotes
- Capacité : 156 passagers
- Charge utile : 27,7 m3
- Longueur : 33,84 m
- Envergure : 35,8 m
- Hauteur : 11,76 m
- Surface alaire : 122,4 m2
- Masse à vide : 40 800 kg
- Masse maximale au décollage : 75 500 kg
- Moteur : 2 turbofans CFM56-5B, 98 kN chacun

 Performances 
- Vitesse maximale : Mach 0,82 (871 km/h)
- Vitesse de croisière : Mach 0,78 (829 km/h)
- Distance franchissable : 6 940 km (3 750 NM) à masse typique
- Plafond : 11 900 à 12 500 m (39 100 à 41 000 ft)

### A319 Neo
Données de A319 Dimensions and Key Data
Caractéristiques générales
- Équipage : 2 pilotes
- Capacité : 120-160 passagers
- Charge utile : 27,7 m3
- Longueur : 33,84 m
- Envergure : 35,8 m
- Hauteur : 11,76 m
- Surface alaire : 122,4 m2
- Masse maximale au décollage : 75 500 kg
- Moteur : 2 turbofans Pratt & Whitney PW1000G ou LEAP-1A

 Performances 
- Vitesse maximale : Mach 0,82 (871 km/h)
- Vitesse de croisière : Mach 0,78 (829 km/h)
- Distance franchissable : 6 850 km (3 700 NM) à masse typique
- Plafond : 11 900 à 12 500 m (39 100 à 41 000 ft)